# MS 1970
MS 1970 – kompleks skoczni narciarskich ze sztucznym rozbiegiem, znajdujący się w słowackiej miejscowości Szczyrbskie Jezioro. W skład kompleksu wchodzą skocznia duża MS 1970 A oraz normalna MS 1970 B.
Najważniejszymi zawodami rozegranymi za tej skoczni były mistrzostwa świata w narciarstwie klasycznym, rozegrane w 1970 roku. Na skoczni dużej wygrał Garij Napałkow, który wyprzedził Jiříego Raškę i Stanisława Gąsienicę-Daniela. Na skoczni normalnej ponownie zwyciężył Napałkow, wyprzedzając Yukio Kasayę i Larsa Grini.
W 1999 roku rozegrano tutaj konkurs skoków narciarskich podczas zimowej uniwersjady. Na dużej skoczni wygrał wówczas reprezentant Białorusi, Siarhiej Babrou, ustanawiając przy tym nowy rekord skoczni. Na normalnej skoczni triumfował Łukasz Kruczek.
Miasto w swojej historii było kilkakrotnie organizatorem zawodów Pucharu Świata w skokach narciarskich (w latach 1980, 1982, 1985, 1987 i po raz ostatni w 1991 roku)   oraz Pucharu Świata w Kombinacji Norweskiej (ostatni konkurs rozegrano w sezonie 1998/1999.   W tej chwili jest często wykorzystywane w zawodach o charakterze lokalnym, czasami rozgrywane są tutaj mistrzostwa Słowacji. Skocznia K-120 jest obecnie nieczynna z powodu złego stanu technicznego, więc czynna pozostaje jedynie skocznia K-90. Trzykrotnie odbyły się na niej mistrzostwa świata juniorów: w 1990, 2000 oraz 2009.

## Rekordziści skoczni dużej
Opracowano na podstawie.
| Lp. | Data       | Zawodnik            | Odległość | Zawody             | Uwagi              |
| --- | ---------- | ------------------- | --------- | ------------------ | ------------------ |
| 1.  | 1969       | Jozef Hýsek         | 95,0 m    | –                  | –                  |
| 2.  | 1970       | Garij Napałkow      | 109,5 m   | –                  | –                  |
| 3.  | 1975       | Jiří Raška          | 109,5 m   | –                  | Wyrównanie rekordu |
| 4.  | 24.03.1980 | Walter Steiner      | 109,5 m   | Puchar Świata      | Wyrównanie rekordu |
| 5.  | 25.03.1980 | Masahiro Akimoto    | 113,0 m   | Puchar Świata      | –                  |
| 6.  | 25.03.1980 | Steve Collins       | 113,0 m   | Puchar Świata      | Wyrównanie rekordu |
| 7.  | 24.03.1985 | Matti Nykänen       | 119,0 m   | Puchar Świata      | –                  |
| 8.  | 1989       | Andriej Wierwiejkin | 124,0 m   | –                  | –                  |
| 9.  | 29.01.1999 | Siarhiej Babrou     | 128,5 m   | Zimowa uniwersjada | –                  |

## Rekordziści skoczni normalnej
Opracowano na podstawie.
| Lp. | Data       | Zawodnik             | Odległość | Zawody               | Uwagi              |
| --- | ---------- | -------------------- | --------- | -------------------- | ------------------ |
| 1.  | 1967       | Josef Kraus          | 79,5 m    | –                    | –                  |
| 2.  | 14.02.1970 | Garij Napałkow       | 85,0 m    | Mistrzostwa Świata   | –                  |
| 3.  | 1976       | Zdeněk Janouch       | 87,0 m    | –                    | –                  |
| 4.  | 1981       | Josef Samek          | 88,5 m    | –                    | –                  |
| 5.  | 24.03.1984 | Martin Švagerko      | 89,0 m    | –                    | –                  |
| 6.  | 10.01.1987 | Heiko Hunger         | 91,0 m    | Puchar Świata        | –                  |
| 7.  | 10.01.1987 | Jiří Malec           | 91,0 m    | Puchar Świata        | Wyrównanie rekordu |
| 8.  | 10.01.1987 | Peter Číž            | 91,0 m    | Puchar Świata        | Wyrównanie rekordu |
| 9.  | 10.01.1987 | Vegard Opaas         | 91,0 m    | Puchar Świata        | Wyrównanie rekordu |
| 10. | 1988       | František Jež        | 93,5 m    | –                    | –                  |
| 11. | 26.03.1995 | Marek Donoval        | 93,5 m    | Mistrzostwa Słowacji | Wyrównanie rekordu |
| 12. | 12.03.1998 | Daniel Bachleda      | 93,5 m    | Mistrzostwa Słowacji | Wyrównanie rekordu |
| 13. | 01.08.2002 | Wojciech Skupień     | 99,0 m    | –                    | Rekord letni       |
| 14. | 13.09.2003 | Przemysław Wyrwa     | 99,5 m    | –                    | Rekord letni       |
| 15. | 09.08.2008 | Tomáš Zmoray         | 99,5 m    | FIS Cup              | Rekord letni       |
| 16. | 09.08.2008 | Roman Trofimow       | 100,5 m   | FIS Cup              | Rekord letni       |
| 17. | 10.08.2008 | Roman Trofimow       | 101,5 m   | FIS Cup              | Rekord letni       |
| 18. | 20.12.2008 | Dawid Kubacki        | 98,0 m    | FIS Cup              | –                  |
| 19. | 05.02.2009 | Lukas Müller         | 98,0 m    | MŚ Juniorów          | Wyrównanie rekordu |
| 20. | 06.02.2009 | Florian Schabereiter | 99,0 m    | MŚ Juniorów          | –                  |
| 21. | 06.02.2009 | Kenneth Gangnes      | 100,0 m   | MŚ Juniorów          | –                  |
| 22. | 13.09.2009 | Dawid Kowal          | 102,5 m   | FIS Cup              | Rekord letni       |
| 23. | 31.01.2015 | Ilmir Chazietdinow   | 100,0 m   | Zimowa Uniwersjada   | Wyrównanie rekordu |